# Masala dosa

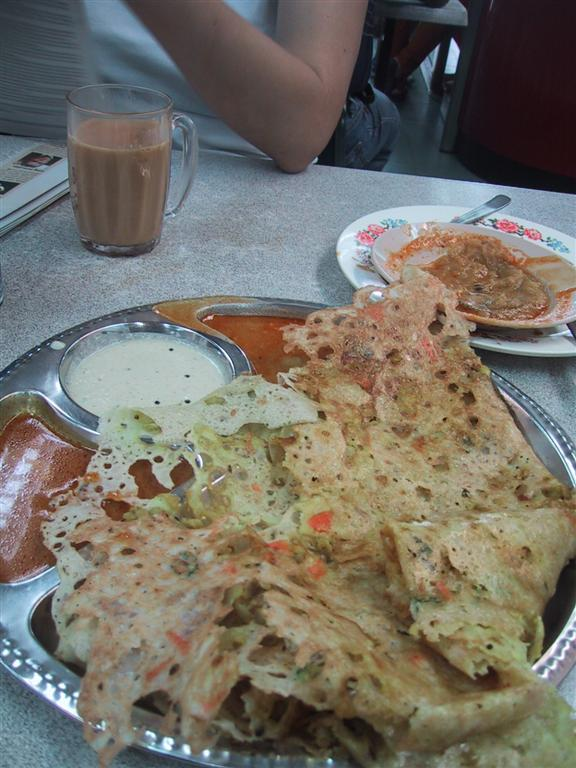
Masala dosa w stylu malezyjskim

Masala Dosa - danie pochodzące z południowych Indii podawane tam najczęściej do śniadania, które obecnie stało się bardzo popularne na zachodzie. Bazą są tutaj cienkie jak papier naleśniki dosa, wypełnione różnymi dodatkami, stanowiącymi o wielu wariantach tej potrawy.
Jednym z wariantów jest pikantna wersja przygotowana z użyciem warzyw (ziemniaki, cebula, imbir, czosnek) przyprawionych curry, podawana z kokosowym, bądź jogurtowym czatnejem.